# Mihaela Loghin
Mihaela Loghin (ur. 1 czerwca 1952 w Roman) – rumuńska lekkoatletka, specjalistka pchnięcia kulą, wicemistrzyni olimpijska z 1984 z Los Angeles.
Rozpoczęła karierę międzynarodową od zdobycia srebrnego medalu w pchnięciu kulą na letniej uniwersjadzie w 1975 w Rzymie. Na mistrzostwach Europy w 1978 w Pradze zajęła 8. miejsce. Na letniej uniwersjadzie w 1979 w Meksyku zdobyła brązowy medal.
Na mistrzostwach Europy w 1982 w Atenach ponownie zajęła 8. miejsce. Zajęła 4. miejsce na halowych mistrzostwach Europy w 1983 w Budapeszcie. Na pierwszych mistrzostwach świata w 1983 w Helsinkach zajęła 6. miejsce. Była piąta na halowych mistrzostwach Europy w 1984 w Göteborgu.
30 czerwca 1984 w Formii pchnęła kulę na odległość 21,00 m, co do tej pory (lipiec 2021) jest rekordem Rumunii. Na igrzyskach olimpijskich w 1984 w Los Angeles zdobyła srebrny medal, przegrywając o 1 centymetr z Claudią Losch z RFN.
Była czwarta na halowych mistrzostwach Europy w 1985 w Pireusie. Zdobyła brązowy medal halowych mistrzostw Europy w 1986 w Madrycie. Po raz trzeci zajęła 8. miejsce na mistrzostwach Europy w 1986 w Stuttgarcie. Na halowych mistrzostwach świata w 1987 w Indianapolis zajęła 7. miejsce. Zakwalifikowała się do finału pchnięcia kulą na mistrzostwach świata w 1987 w Rzymie, ale w nim nie wystąpiła.
Mihaela Loghin była mistrzynią Rumunii w pchnięciu kulą w latach 1976-1988 i 1990.
Czternaście razy poprawiała rekord Rumunii w pchnięciu kulą w latach 1975-1984, doprowadzając go do wyniku 21,00 m (30 czerwca 1984 w Formii), który jest również jej rekordem życiowym.